# Nikos Zachariadīs
Nikos Zachariadīs (in greco: Νίκος Ζαχαριάδης), all'anagrafe Nikolaos Zachariadīs (in greco: Νίκολαος Ζαχαριάδης, IPA: [ˈnikolaos zaxaˈɾjaðis]; Adrianopoli, 27 aprile 1903 – Surgut, 8 agosto 1973) è stato un politico greco, segretario generale del Partito Comunista di Grecia dal 1931 al 1956.

## Biografia

### Giovinezza
Zachariadīs nacque ad Adrianopoli (l'odierna Edirne, nella regione di Marmara, in Turchia), nell'allora Tracia Orientale ottomana, in una famiglia greca. Il padre, Panagiotis Zachariadis, era un ufficiale della Société de Régie des Monopoles (un'azienda parastatale preposta alla gestione del monopolio ottomano sulla produzione di tabacco). Dopo la sconfitta della Grecia nella guerra greco-turca ed il conseguente scambio di territori e popolazioni tra i due paesi, il giovane Zachariadīs venne trasferito forzatamente in Grecia al seguito della famiglia, dove finirono per decadere in povertà.
Zachariadīs cominciò a lavorare come marinaio (e in seguito comandante) in una compagnia di navigazione e viaggiò in Unione Sovietica, dove si interessò alla rivoluzione bolscevica. Abbracciato dunque l'ideale comunista, studiò presso vari istituti politici e militari sovietici e del Comintern, tra cui la Scuola Internazionale Lenin.

### Attività politica in Grecia
Nel 1923 fu inviato dai sovietici in Grecia per organizzare i quadri della Lega Giovanile Comunista Greca (OKNE). Imprigionato a causa di queste sue attività considerate sovversive, riparò in Unione Sovietica. Nel 1931 fu rimandato in Grecia per riorganizzare l'effettivo del Partito Comunista di Grecia (KKE), al tempo infatti lacerato dalle lotte e controversie intestine, venendone eletto segretario generale. Fino al 1936, Zachariadīs guidò il KKE con successo, arrivando a triplicare il numero di militanti, a conseguire diversi seggi al Parlamento ellenico e ad acquisire il controllo di alcune delle maggiori organizzazioni sindacali nazionali.
Nell'aprile del 1936, Giorgio II di Grecia, preoccupato dalla crescita del KKE sulla scena politica nazionale e dal diffondersi delle agitazioni sociali (e temendo dunque per lo scoppio d'una rivoluzione come quella bolscevica in Russia), nominò Primo ministro ad interim il generale Ioannis Metaxas, già Ministro alla difesa. Nel maggio dello stesso anno, Metaxas sciolse il Parlamento dichiarando lo stato d'emergenza nazionale e instaurando di fatto una dittatura. 
Nell'agosto dello stesso anno, nel pieno della seconda guerra mondiale, Zachariadīs fu arrestato dalla polizia del regime e nuovamente imprigionato. Nel 1940, con l'invasione italiana della Grecia e la quasi contemporanea morte di Metaxas, dal carcere riuscì a diffondere una lettera che incitava i greci a prendere parte agli sforzi bellici al fianco dell'esercito regolare ellenico, in modo da trasformare la guerra in una lotta più ampia contro il fascismo. La reazione del suo partito alla lettera che, in linea alla posizione ufficiale del Comintern, vedeva il conflitto in atto come uno scontro tra interessi imperialistici contrapposti a cui le singole formazioni comuniste nazionali avrebbero dovuto dimostrare eguale opposizione, fu di sconcerto: essa fu pertanto vista come un falso messo in giro dal regime monarchico per plagiare la popolazione ellenica alla propria causa. Ci fu anche chi lo accusò di aver fatto circolare la lettera per potersi guadagnare i favori di Konstantinos Maniadakis, nominato da Giorgio II nuovo Primo ministro del governo greco in esilio, ed essere dunque rimesso in libertà.
Dopo l'invasione nazista della Grecia, Zachariadīs fu trasferito al campo di concentramento di Dachau, dal quale fu liberato nel maggio del 1945. Tornato in Grecia, riassunse la guida del Partito Comunista.

### Guerra civile
Con la conclusione del conflitto, nel paese scoppiò la guerra civile tra le forze dell'esercito regolare ellenico (rappresentante il regime monarchico nuovamente al potere a seguito d'un referendum plebiscitario, non riconosciuto però dai comunisti) e le milizie del KKE e dei guerriglieri della minoranza slavo-macedone del NOF, appoggiati dalla Jugoslavia e indirettamente dall'Unione Sovietica.
Già tra le figure di spicco dello Stato maggiore del Governo Democratico Provvisorio, a seguito poi di forti screzi con Markos Vafeiadīs, Primo ministro del GDP e generale delle milizie comuniste, Zachariadīs lo esautorò dai suoi disparati incarichi, sostituendolo personalmente alla guida delle operazioni belliche dell'Esercito Democratico Greco, la formazione comunista rivoluzionaria che aveva l'obiettivo di instaurare in Grecia una repubblica popolare. 
La resistenza comunista fu sconfitta nel 1949, dopo quattro anni di conflitto armato, a causa della forte disparità numerica con gli avversari (forti pure del sostegno delle potenze straniere occidentali), aggravata perdipiù dal ritiro improvviso dell'appoggio logistico dell'esercito di Tito in seguito alla rottura delle relazioni diplomatiche tra Jugoslavia e URSS. I militanti del KKE finirono così per venir esiliati nei paesi del Blocco Orientale.

### Dopo la guerra
L'intero gruppo dirigente del KKE trovò rifugio a Taškent, nell'allora Uzbekistan sovietico. Su indicazione del PCUS, Zachariadīs mantenne la carica di segretario del KKE anche in esilio. Dopo la morte di Stalin (1953) ebbe violenti contrasti ideologici con la nuova dirigenza di Nikita Chruščëv per via del programma di destalinizzazione di quest'ultimo.
Nel maggio del 1956, durante la sesta assemblea generale del Comitato Centrale del KKE, il PCUS intervenne direttamente per far rimuovere Zachariadīs dal ruolo di segretario generale. Nel febbraio del 1957 fu poi espulso dal partito insieme a quasi tutti i membri contrari alla destalinizzazione.
Zachariadīs passò il resto della sua vita in esilio in Siberia, prima nella regione della Jakuzia e poi a Surgut. Nel 1962 riuscì a recarsi clandestinamente a Mosca, con l'intento di conferire con l'ambasciatore greco e tornare in Grecia, ma venne arrestato e riportato di forza a Surgut, dove secondo il KGB si sarebbe suicidato nel 1973, mentre secondo altre fonti sarebbe stato giustiziato. I documenti ufficiali relativi alla sua morte sono a tutt'oggi secretati. Nel 1964, una risoluzione del Partito Comunista Greco (che nel frattempo aveva seguito il PCUS nella condanna di Stalin) lo condannò come "nemico del popolo". 
Nel dicembre del 1991, pochi giorni dopo la dissoluzione dell'Unione Sovietica, i resti di Zachariadīs furono riportati in Grecia, dove un tardivo funerale diede finalmente ai suoi seguaci, tra i quali i rappresentanti del KKE, l'opportunità di onorarlo. Zachariadīs fu ufficialmente riabilitato dal Partito Comunista Greco nel 2011.